# Provincie Pescara
Pescara (Provincia di Pescara) je provincie v oblasti Abruzzo. Sousedí na severu s Teramo, na východě s provincií Chieti, na jihozápadě s provincií L'Aquila. Na severovýchodě její břehy omývá Jaderské moře.

## Okolní provincie
| Růžice kompasu |                   | Teramo |        | Růžice kompasu |
| Růžice kompasu |                   | Sever  | Chieti | Růžice kompasu |
| Růžice kompasu | Provincie Pescara |        | Chieti | Růžice kompasu |
| Růžice kompasu | Jih               |        | Chieti | Růžice kompasu |
| Růžice kompasu | L'Aquila          |        |        | Růžice kompasu |